# Antonio Vojak
Antonio Vojak ou Vogliani (né le 19 novembre 1904 à Pula en Autriche-Hongrie, aujourd'hui en Croatie, et mort 8 mai 1977 à Varèse) est un joueur et entraîneur de football italien d'origine croate.
Reconnaissable au béret qu'il portait lors de ses matchs, il est surtout connu pour ses périodes passées avec les clubs de la Juventus FC et du Napoli. C'est dans ce dernier qu'il est le 3e meilleur buteur du club en une saison en championnat,.
Son frère cadet Oliviero Vojak fut également professionnel pour la Juventus et le Napoli. Pour les distinguer, Antonio était appelé Vojak I et Oliviero Vojak II.

## Biographie

### Joueur

#### En club
Né à Pula (ou Pola en italien), à l'époque en Autriche-Hongrie jusqu'en 1918 où la ville fut italienne puis yougoslave en 1947, Vojak est un istrien (italien de Croatie).
Il commence sa carrière footballistique dans un des clubs de la capitale, la Lazio, durant la saison 1924–25, où il ne parvient pas à s'imposer, jouant seulement 10 matchs pour 7 buts. Ses performances attirent néanmoins l'attention du club nordiste de la  Juventus, qui fit signer Vojak en 1925 (il y joue son premier match le 18 octobre 1925 lors d'une défaite contre Sampierdarenese 2-1).
Durant ses trois années passées chez les géants turinois, Vojak fit partie de l'effectif qui remporta le championnat d'Italie de football en 1926, et inscrivit en tout 49 buts en 104 matchs, dont deux en coupe d'Europe en 1929 contre le Slavia Prague.
Il part ensuite rejoindre le club du sud du Napoli où il s'impose rapidement au sein de l'effectif, devenant une légende du club, aux côtés d'autres grands joueurs comme Attila Sallustro. Il resta au club jusqu'en 1935, inscrivant 102 buts en 190 matchs.
Due aux lois fascistes anti-slaves, il fut forcé de changer son nom en Vogliani. 
Après son départ du Napoli, Vojak jouera encore deux saisons professionnelles, tout d'abord au Genoa puis en 1936-37 au Lucchese Libertas où il ne joue qu'un seul match. 
En 1939, il met un terme à sa carrière après avoir évolué durant deux saisons en Serie C, dans l'effectif de l'Italo Gambacciani Empoli.
Il meurt en 1977.

#### En sélection
Vojak effectua sous les couleurs napolitaines sa seule sélection en équipe nationale italienne en 1932 (le 14 février) où il évolua au poste de milieu de terrain. Le match joué à Naples contre la Suisse voit une victoire 3-0 de la Nazionale.

### Entraîneur
Après la fin de sa carrière de joueur, Vojak entreprit une carrière d'entraîneur. Il prend tout d'abord les rênes d'un de ses anciens clubs où il avait connu la gloire, le Napoli dont il s'occupa de 1940 à 1943, avant d'être remplacé à la fin de la saison 1942-43 par son ex-coéquipier du Napoli Paulo Innocenti. 
Il passa également durant sa carrière d'entraîneur dans de nombreux autres clubs tels que le Napoli, la Juve Stabia, l'US Avellino, l'US Carrarese.

## Palmarès
Juventus
- Championnat d'Italie (1) :
  - Champion : 1925-26.